# Modelo tributario 720
El modelo tributario 720 es una declaración informativa donde se expone la obligación de declarar cuando un contribuyente tiene bienes y derechos situados en el extranjero. Esta declaración se presenta a principios de cada año, durante el primer trimestre.
Los valores a declarar pueden ser bienes inmuebles, cuentas bancarias, acciones y cualquier derecho o bien similar a los citados. Para calcular el valor del bien se toma como fecha el 31 de diciembre, es decir, el cierre del año. Sin embargo, en el caso de las cuentas bancarias y los depósitos, también se puede tener en cuenta el saldo medio durante los últimos tres meses del año.
Tienen la obligación de declarar este tipo de bienes todas aquellas personas que superen el valor de 50.000 euros. Si de un año a otro se produce un aumento del valor por más de 20.000 euros, se tiene que realizar una nueva declaración. Si este aumento es inferior a los 20.000 euros o inexistente, no es necesario realizar una nueva presentación del modelo 720.

## Sanciones
Hasta 2022, había una gran polémica por la desproporción de las sanciones relacionadas con el modelo 720. Éstas eran las siguientes:
- Sanciones por no presentar el modelo 720: 5.000 € por cada dato o conjunto de datos, con un mínimo de 10.000 €.
- Sanciones por presentación del modelo 720 fuera de plazo: 100 € por cada dato o conjunto de datos, con un mínimo de 1500 €.
El 27 de enero de 2022, el Tribunal de Justicia de la Unión Europea resolvió que tanto el modelo 720 como las sanciones derivadas de éste eran contrarias al Derecho de la Unión por imponer una carga excesiva al ciudadano. Tras publicarse esta sentencia, el legislador español deroga el citado régimen sancionador, declarando nulas las sanciones emitidas previamente y debiendo devolver los importes cobrados por este motivo.

## Acontecimientos
La primera declaración del modelo 720 se produjo en 2013. No se trata de un modelo a liquidar, sino más bien es una información donde se transmiten a la Agencia Tributaria todos aquellos bienes y derechos que un contribuyente tenga en el extranjero.